# Tim Pool

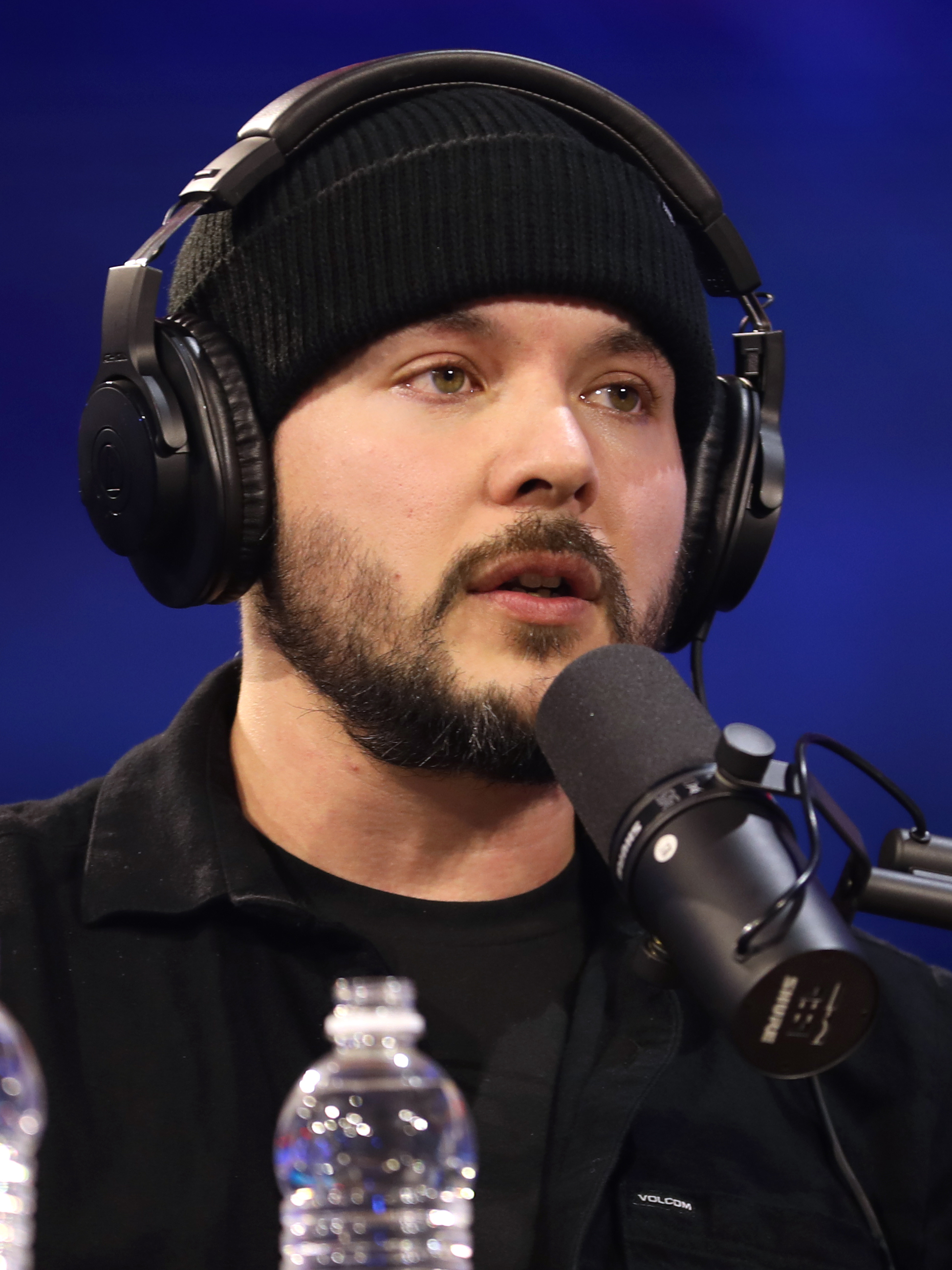
Tim Pool (2023)

Timothy „Tim“ Daniel Pool (geboren am 9. März 1986) ist ein US-amerikanischer YouTuber und Journalist. 2011 wurde er durch eine 21-stündige Marathon-Berichterstattung mittels Mobiltechnologie, sozialer Medien und Liveübertragung von den Occupy-Wall-Street-Protesten bekannt.

## Privatleben
Pool wuchs mit drei Brüdern im Süden Chicagos auf. Sein Vater war Feuerwehrmann und seine Mutter Autoverkäuferin. Sie lebten ein typisches Mittelschichtleben, bis seine Mutter ihre Stelle verlor und die Familie in Not geriet: Sie konnten die Raten für ihre Hypothek nicht mehr bezahlen und verloren so ihr Haus und der vorher stets gefüllte Kühlschrank war von nun an meistens leer.
Mit 14 Jahren verließ er die Schule und bildete sich zusammen mit einem seiner Brüder zu Hause mit Büchern weiter. Er lebte zeitweilig mit einem seiner Brüder in einem Trailer und kurzzeitig war er sogar ohne festen Wohnsitz und übernachtete im Park oder bei Freunden. Weil seine Großmutter mütterlicherseits Koreanerin ist, wurde er nicht als „Weißer“ angesehen und erlebte deswegen auch Rassendiskriminierung.

## Berufliche Tätigkeit
Pools Berichte wurden von bekannten Medien wie NBC, Al Jazeera, Time, New York Times und Fast Company publiziert. 2013 schloss sich Pool Vice Media an, produzierte Inhalte und entwickelte neue Methoden der Berichterstattung. 2014 wurde er Leiter Medieninnovation und Senior-Korrespondent bei Fusion TV. Er ist Mitgründer von Tagg.ly, einer mobilen Anwendung zur Markierung von Fotos und Videos mit Wasserzeichen zum Schutz von Urheberrechten.
2012 wurde Pool für die Time 100 nominiert. 2013 erhielt er den Shorty Award in der Kategorie Bester Journalist. 2014 kam er erneut ins Finale des Shorty Award, erreichte jedoch nicht den ersten Platz. Zu Beginn seiner journalistischen Tätigkeit griff er nach Darstellung des Spiegel eher linke Themen auf, später zunehmend rechte.

### Stil der Berichterstattung
Pool nutzt Live-Streaming mit Chat-Funktion, um während der Berichterstattung Zuschauerfragen zu beantworten. Dabei lässt er sich zum Teil von Zuschauern dirigieren, wohin er die Kamera halten soll. Er baute eine Parrot AR.Drone zur Luftbeobachtung um und entwickelte Live-Streaming-Software zu einem System namens DroneStream weiter. 2013 berichtete er von den Gezi-Park-Protesten in Istanbul mit einem Google Glass.
Auf YouTube betreibt Tim Pool die Kanäle „Tim Pool“, „Timcast“ und „Timcast IRL“.

### Occupy-Wall-Street-Proteste
Pools Nutzung von Live-Streaming-Videos und Drohnen während der Occupy-Wall-Street-Proteste veranlassten den Guardian
zu einem Artikel über exzessives Beobachten. Er wurde des Öfteren wegen seiner Aufnahmen bedroht. Im Januar 2012 wurde er von einem maskierten Angreifer körperlich angegangen.
Pools Video der Proteste wurde als Beweismittel verwendet, das den Fotografen Alexander Arbuckle entlastete, der von der New Yorker Polizei festgenommen worden war. Die Aufnahmen zeigten, dass der Polizeibeamte, der ihn festnahm, unter Eid gelogen hatte.

### NONATO-Proteste
Während einer Reportage über die NONATO-Proteste beim NATO-Gipfeltreffen 2012 wurde Pool mit vier anderen Personen von einem Dutzend Chicagoer Polizeibeamter in Zivilfahrzeugen angehalten. Die Gruppe wurde mit gezogenen Waffen aus ihrem Fahrzeug geholt, befragt und durchsucht. Die Polizei begründete die Maßnahme damit, dass das Fahrzeug der Gruppe zu der Beschreibung eines gesuchten Fahrzeugs gepasst habe. Nach etwa zehn Minuten wurde die Gruppe freigelassen.

### Reportage über Migrationsprobleme in Schweden
Im Februar 2017 reiste Pool nach Schweden, um Medienberichte über No-Go-Areas und Probleme mit Flüchtlingen im Land zu überprüfen. Anlass war ein umstrittener Kommentar von US-Präsident Donald Trump über angebliche Probleme mit Migrantenkriminalität in Schweden. Danach startete Pool eine Crowdfunding-Kampagne und wurde infolge eines Aufrufs des Infowars-Autor Paul Joseph Watson mit 2.000 $ (von 20.000 $) unterstützt, der anbot, Reise- und Unterbringungskosten für jeden Journalisten zu übernehmen, der sage, Schweden sei sicher, und „sich in die von Verbrechen heimgesuchten Migrantenvororte von Malmö begeben“ würde.
Die schwedische Polizei bestritt Pools Angaben, wonach Polizeikräfte ihn eskortiert hätten, nachdem sie ihm geraten hätten, den Platz in Rinkeby zu verlassen, wo sich Leute zu maskieren beginnen schienen. Die Polizei gab an, Pool habe kamerascheue junge Leute von der Platzmitte aus zu filmen begonnen, die sich beschwert hätten. Er sei gebeten worden, nicht von der Platzmitte aus zu filmen, wo die Polizei wegen eines kommenden Besucher-Ansturms für ein Poesietreffen anwesend gewesen und anschließend zufälligerweise denselben Weg zur nahegelegenen Rinkeby Academy genommen habe, wo Pools Auto geparkt war.

### G20-Gipfel in Hamburg
Als Pool von den Krawallen beim G20-Gipfel in Hamburg 2017 berichten wollte, veröffentlichte der Links-Aktivist und Blogger des Zeit-Online-Projekts Störungsmelder Sören Kohlhuber bei Twitter Bilder von Pool und anderen Journalisten und behauptete, es handle sich bei allen um Anhänger der Identitären Bewegung. Ein Twitter-Konto der Antifa informierte anschließend laufend über die Aufenthaltsorte der Journalisten, die mehrfach von gewaltbereiten Demonstranten angegriffen und massiv bedroht wurden. Kohlhuber wurde daraufhin vorgeworfen, eine Hetzjagd veranstaltet zu haben, und Zeit Online beendete die Zusammenarbeit.

## Auszeichnungen
- Shorty Award in der Kategorie Bester Journalist (2013)[36]